# Tęcza (zespół muzyczny)
Tęcza (prawdopodobnie już nieistniejący) dziecięco-młodzieżowy zespół wokalny utworzony przez muzyków Lilianę Urbańską i Krzysztofa Sadowskiego, działający w latach 90. XX w.
Zespół zdobył dużą popularność dzięki uczestnictwu w programie Tęczowy Music Box emitowanym na antenie Telewizji Polskiej,  współtworzył program Co jest grane w TVP2 oraz w telewizji Polsat. Wykonywał również piosenki w audycji telewizyjnej Ziarno w TVP1.
Lista utworów (kol. przypadkowa) z repertuaru zespołu (autor słów/muzyki):
- Tęcza cza, cza, cza (Anna Bernat/Aleksander Pałac)
- Koronkowa Lambada (Dorota Gellner/Krzysztof Sadowski)
- Zagram dzieciom (Dorota Gellner/Barbara Kolago)
- Leśne bajanie (Elżbieta Szeptyńska/Marysia Sadowska)
- Niesforny ołówek (Ewa Zawistowska/Stanisław Marciniak
- Wróżka siostrzyczka (Alicja Woy-Wojciechowska/Krystyna Kwiatkowska)
- Gdy nasz Tata w piłkę gra (Krystyna Pac-Gajewska/Aleksander Pałac)
- Mały smok Kleofas (Ewa Zawistowska/Marek Sadowski)
- Smik smak smok (Ewa Zawistowska/ Stanisław Marciniak)
- Jestem Gabrysia (Leon Sęk/Aleksander Pałac)
- Piosenka o radości (Dorota Gellner/Krystyna Kwiatkowska)
- Chodźmy na spacer (Anna Bernat/Barbara Kolago)
- Piosenka do poduszki (Dobranocka się skończyła) (Krystyna Pac-Gajewska/Aleksander Pałac)
- Piątki pyzate (Danuta Gellner/Krzysztof Sadowski)
- Walczyk pod akacją (Anna Bernat/Barbara Kolago)
- Tak powoli ten czas płynie (Jadwiga Has/Krystyna Kwiatkowska
- Tajemnicze walizki (Andrzej Sikorowski/Stanisław Marciniak)
- Złota bajka (Danuta Gellner/Krzysztof Sadowski)
- Latająca złota rybka (Marcin Wolski/Krystyna Kwiatkowska)
- Modny drobiazg (Małgorzata Sędłak/Krzysztof Sadowski)
- Kolega piegus (Krystyna Pac-Gajewska/Aleksander Pałac)
- Przebierańcy - rozśmieszańcy (Anna Bernat/Barbara Kolago)
- Ucz się śmiać (Halina A. Cenarska/Krzysztof Sadowski)
- Kołysz nas Ziemio (Elżbieta Szeptyńska/Barbara Kolago)
- Jesienna dyskoteka (Dorota Gellner/Marysia Sadowska)
- Po co chody w locie (Andrzej Sikorowski/Stanisław Marciniak)